# قدرة اجتماعية
تعدُّ القدرة الاجتماعية نوعًا من أنواع القدرة أو الإمكانية، وتعودُ إلى خصائص الشيء أو البيئة التي تسمح له بالقيام  بنشاطاتٍ اجتماعية. تُستَخدَم القدرة الاجتماعية في سياق التكنولوجيا الاجتماعية مثل: ويكي (بالإنجليزية:Wiki) وفيسبوك (بالإنجليزية: Facebook) بالإضافة إلى تطبيقات المحادثة، كما وتعود إلى القدرات الاجتماعية الفنيّة. ظهرت القدرات الاجتماعية عن طريق الاقتران بين الإمكانيّات السلوكيّة والعقليّة لدى الكائن الحيّ والخصائص الموضوعيّة لبيئته.
إنّ القدرات الاجتماعية وبشكلٍ أدق القدرات الاجتماعية الفنية تعود إلى تفاعل تبادليّ بين التطبيق التكنولوجيّ ومُستخدميه، وسياقِه الاجتماعيّ. تتضمّن هذه التفاعلات الاجتماعية ردّات فعلِ المستخدمين، وإمكانيّة الوصول، والتغيّرات المجتمعية ذات الصّلة. لا تُعَدُّ القدرات الاجتماعية مترادفات بحقيقة محضة وتكرار إحصائيّ، ولكنّها تُعَدُّ معيارًا اجتماعيًا لأشكال من التنظيم البدائيّ القديم، وستصبحُ فيما بعد مقياسًا حتى في مجتمعات الرئيسيّات. ومن الأمثلة التي توضّح معنى القدرة الاجتماعية أنّه إذا كان من المفترض للمقعد الخشبيّ أن يمتلك القدرة التي تسمح للناس بالجلوس عليه، فإنّ المُتجوِّل الذي يمشي لعدّة ساعات ويمرُّ من أمام المقعد سيدرك أن المقعد سيمنحه الراحة حسب درجة تعبه، أمّا المُتجوّل المُتعب من المشي سيجلس على المقعد ولن ينام عليه إلا إذا كان هذا المقعد يسمح له بالنوم عليه، أمّا إذا مرّ المُتجوّل الذي بصحّة جيّدة من أمام المقعد الخشبيّ فلن يهتمّ به، ففي هذه الحالة يعدّ المقعد الخشبيّ بالنسبة للمُتجوّل قطعة خشب لا أكثر.

## القدرة
كتب عالمُ النّفس جيمس جيبسون عام 1979 في كتابه المنهج البيئيّ للإدراك البصريّ:«إنّ القدرات البيئيّة هي كلّ يُقدَّم للحيوان، ويُزوّدُه، ويُجهّزه، سواءً كان سيّئًا أو جيّدًا. إنّ الفعل يقدّرُ موجودٌ في القاموس، ولكنّ الاسم منه وهو القدرة غير موجود فيه، ولكنّي قمتُ بإضافته، وأعني به مُصطلحًا يعودُ على كلٍّ من الحيوان والبيئة، بحيث أنّه لا يشملْ هذه العلاقة أيّ مصطلحٍ آخر غيره، فهو يعني التكامل بين الحياة والبيئة.» 
وضع جيبسون العديد من الاحتمالات للإجراءات الحركيّة التي أسماها بالقدرات، وتعتمد على المُطابقة بين الظروف البيئية والخصائص البيئية للفرد، ومثالُ ذلك: عندما يمرّ شخص من الباب، فإنّ الشخص إمّا أن يكون نحيفًا بشكلٍ كاف أو أنّ الباب عريضٌ لدرجة تمكنه من العبور من خلاله. تعدُّ القدرات خصائص مترابطة ليست موجودة في البيئة ولا في الشخص المُدرِك، ولكنّها مشتقةٌ من العلاقة البيئية بين المُدرِك والمُدرَك، بحيث تجعلهما مترابطَيْن بشكل منطقيّ. تمّ تطوير هذا المُصطلح النفسيّ ليتمّ استخدامه في العديد من المجالات، منها: علم النفس الحسيّ، وعلم النفس المعرفيّ، وعلم النفس البيئيّ، والتصميم الصناعيّ، والتفاعل الإنسانيّ الحاسوبيّ، والتصميم التبادليّ، والتصميم التعليمي، بالإضافة إلى الذكاء الاصطناعي.

## تطوّر القدرات الاجتماعيّة
استُخدِم مفهوم القدرة لأوّل مرة في مجال التفاعل الإنسانيّ الحاسوبيّ، واستَخدَم نورمان مفهوم القدرة الإدراكيّة في الثمانينات من القرن الماضي. أُصدِر عدد من المنشورات ذات صلة بهذا الموضوع، ومنها: مقالات مهمّة في القدرة التكنولوجية لجيفر عام 1991، والقدرات في المساحات الإعلامية عام 1992، والقدرات التفاعليّة، ومفهوم برادنر للقدرة الاجتماعية بأنه احتمالات فعلية للتصرفات الاجتماعية، بالإضافة إلى مفهوم القدرة الاجتماعية لأوّل مرة في تجارب التعليم التعاونيّ المُدعَّم حاسوبيًا، حيث يدعّم الحاسوب تطبيقات التعاون التعليميّ وتفاعلات المستخدمين اللّذان يُعدّان موضوعان رئيسيان في مجال القدرة الاجتماعية. تُعدّ القدرة الاجتماعية من خصائص التعليم التعاونيّ المُدعَّم حاسوبيًا، حيث تعمل كسياقٍ اجتماعيّ مساعد لمتعلمي التفاعل الاجتماعيّ. استُخدِم هذا المصطلح بعدها في تفاعلات إنسانيّة حاسوبيّة أخرى، مثل: الإدراك المعرفيّ العقليّ الإنسانيّ، والإدراك البصريّ، بالإضافة إلى العلاقة البيئية بين الإنسان والحواسيب.

## القدرة الاجتماعيّة في التفاعل البشري الآلي
تعود القدرة الاجتماعية في التفاعل البشري الآليّ إلى الاحتمالات العمليّة المقدّمة بحضور مجموعة من الوكلاء الاجتماعيين، ولمْ تستعمل عادةً في مجتمع التفاعل البشري الآليّ إلا بواسطة يويانيك وآخرون عام 2013، وشو وآخرون عام 2016 و 2017، كما وتناسبت مع العديد من المشاكل والدراسات المتعلّقة بالتفاعل البشري الآلي.

## القدرة الاجتماعيّة في التصميم التبادلي
تعود القدرة أولًا إلى التصميم الذي يقدّم الإدراك البصريّ أو العقليّ لمنظور المستخدم في استعمال التصميم، حيث تقبّلت التصاميم البرمجيّة فكرة القدرة ثمّ طوّرت مبدأها لتصل إلى القدرة الاجتماعية في التفاعل الإنسانيّ الحاسوبيّ. أمّا بالنّسبة إلى العلاقات البيئية بين المستخدمين والتصاميم فإنّها تبني القدرة الاجتماعية في التصميم التفاعليّ، ومثال ذلك: استخدام القبّعة للرأس وصندوق البريد للرسائل.

## القدرات الاجتماعيّة والتفاعل الإنسانيّ الحاسوبي
عُرِضت التفاعلات البشرية الحاسوبيّة على أنّها انطباعات تنشأ نتيجة تفاعلات الإنسان والحاسوب في البرمجيّات التعليميّة المُدعّمة حاسوبيًّا، ثمّ تطوّر استخدامها في التفاعل الاجتماعيّ بين تطبيقات الحاسوب ومستخدميها، ولها خمس خصائص، وهي: إمكانيّة الوصول، والسياقيّة، والمجتمعيّة، والتعليم الحرفيّ، وتعليم التصميم، بالإضافة إلى التكيّف. ويوجد أيضًا ما يُسمّى بالقدرة الاجتماعية في الموقع الإلكترونيّ التفاعليّ، ويوجد لها عدّة خصائص، ومنها: التنصيص، وملف المستخدم، وتدفّق النشاطات، والتعليقات، والتصميم، والتصويت. إنّ مثل هذه القدرات الاجتماعية أتاحت للمستخدم بأن يبقى مُطّلعًا على آراء المستخدمين الاخرين، وأفكارهم، وأفعالهم، وردّات أفعالهم، حيث ساعد ذلك على زيادة مشاركة المستخدمين والتواصل الاجتماعيّ فيما بينهم.

## العوامل المؤثرة على القدرة الاجتماعية
- الثقافة: وهي عامل مهم من العوامل المؤثرة على القدرة الاجتماعية. دعم فاترابو وجهة نظره التي تنصّ على أنّ اختلاف الحضارات يلعب دورًا بارزًا ومؤثرًا على القدرة الاجتماعية، حيث قام بتصميم عدة تجارب لمقارنة الاختلافات بين مستخدمي تطبيقات التعليم التعاونيّ المُدعَّم حاسوبيًا في الغرب والصين. فلو افترضنا أنّ الثقافة هي نظام تنبيهيٌّ يحفّز الفرد على تمييز بعض القدرات الاجتماعية ويستحقّ أن يُطَبّق، لوجدنا أن السكان الأصليين يَرَوْن التخطيط مقبولًا في مجتمعاتهم ككل، ولكن دون وجود القدرة على التقييم.[22][23]
- العادات: تتكيّف العادات المختلفة مع القدرة الاجتماعية، حيث أنّ العادات المختلفة لحضارة فعليّة يمكن أن تتحوّل إلى استهلاك عالميّ شامل عن طريق اتصالات الإنترنت.
- العمر: أُنشِئ  تصميم واضحٍ وكبير لحسابات كبار السّن على الهواتف المحمولة، حيث أنّ القدرة الاجتماعية تختلف باختلاف المرحلة العمريّة. ومن الجدير ذكره أنّ القدرة الاجتماعية يجب أن تأخذ العمر بعين  الاعتبار في المواقع الإلكترونيّة أو تصميم البرمجيّات.[24]
- الجنس: ثبت أن تحليل الانحياز الإدراكيّ بين الجنسين موجود، وأنّ نوع الجنس يلعب دورًا مسيطرًا على القدرة الاجتماعية.[25]

## اتجاهات القدرات الاجتماعية في البرمجيّات الاجتماعية
- ويكي (بالإنجليزية: Wiki): إنّ تطبيقات الويب الثانية، ومنها: ويكي، والمدوّنات، والعلامات المرجعيّة الاجتماعية. تُستَخدَمُ جميع  هذه التطبيقات كأدواتٍ لدعم التعليم التعاونيّ بين الطلاب، وتعدُّ ويكي من أبرز التطبيقات التي بَرعت في هذا النوع من التعليم، حيث تمكّن الطلاب من الارتباط بفعاليّة في التعلّم مع الأقران. إنّ المقدرة التي تميّزت بها ويكي كأداةٍ تعلمية كانت سببًا في جذب اهتمامات المعلّمين دائمًا.[26][27]
- التعليم التعاونيّ المدعّم حاسوبيًّا (بالإنجليزية:Computer support collaboration learning): ظهر مصطلح القدرة الاجتماعية أوّلًا في التعليم التعاونيّ المُدَعّم حاسوبيًّا، وناقشت العديد من المقالات هذا الموضوع، حيث تُعَدُّ القدرة الاجتماعية للتعليم الفعّال التعاونيّ المُدعَّم حاسوبيًّا قضية حاسمة لكلّ من المعلمين ومطوِّري البرمجيات.[28][29][30]
- فيسبوك (بالإنجلزية:Facebook): أظهر تحليل الحالة التبادلي أن فيسبوك يملك قدراتٍ تربويّة واجتماعية وتقنية في التعليم والتعلّم، كما وساعدت تكنولوجيّات الاتصال بواسطة الحاسوب مثل فيسبوك في بناء وتقوية شبكات التّواصل الاجتماعيّ. لاحظ الباحثون أنّ المقدرة تلمِّح على أنّ كلمة الاجتماعية وحدها لا تُحسب ضمن الخصائص التكنولوجية لمنصّة شبكة التواصل الاجتماعي، حيث يجب تحديد مستوى الاجتماعية حسبَ الأداء الفعليّ لمستخدميها. وستظهر العديد من الدراسات المختلفة مُستقبلًا حول المقدرة الاجتماعية لتطبيق فيسبوك.[31][32]
- المدوّنات (بالإنجليزية: bloggings): هناك ثلاث خصائص لها، وهي : مُدخلات القارئ، وداوم الإشغال، والتجاوز الحرفيّ. لا يمكن الادّعاء بأنّ هذه الخصائص تشكّل قائمةً كاملة لقدرات المدوّنات الصحفيّة، ولكنّها تشكلّن جزءًا كبيرًا من قاعدة تسمح لنا أن نُقدّر كيف تُدوّن المدونات.[33]
- بحث جوجل (بالإنجلزية:Google Search): أنتجت القدرة الاجتماعية في بحث جوجل مناقشات حول المحتوى الذي سيظهر وماهية ترتيب هذه المناقشات، كما واستنبطت أسئلة لا تتضمّن كيفية استخدام بحث جوجل فحسب  بل  نظرت في نتائج عدم استخدامه أيضًا.
- فلترة الإنترنت (بالإنجليزية: Web filtering): وهي تركزّ على المعلومات المُوصّى بها والتصنيف المُتاح للمستخدم. اقترح بروكترز في مقاله عوامل رئيسيّة ذات صلة بالمقدرة الاجتماعية في فلترة الإنترنت، وهي : التصنيفات الاسمية، والتكرار، والمساءلات المتعاقبة، والمساءلات التوزيعيّة، والمصادر، والترابط الموضوعيّ الذي قيس بواسطة التشابه النصيّ بين الوثائق، بالإضافة إلى الترابط الزمنيّ.[34]